# Ga Bubal
Ga Bubal (Tiếng Hàn: 부발역, Hanja: 夫鉢驛) là ga đường sắt trên Tuyến Gyeonggang của Tàu điện ngầm vùng thủ đô Seoul và Tuyến Jungbu Naeryuk ở Bubal-eup, Icheon-si, Gyeonggi-do, Hàn Quốc. Tuyến đầu tiên được sử dụng bởi các chuyến tàu ngoại ô dùng chung hệ thống bán vé của Tàu điện ngầm Seoul và tuyến sau là các chuyến tàu cao tốc Korea Train Express (KTX).

## Bố trí ga
| ↑ Icheon |                      |         |
| １       | \| ３                |         |
| Ganam ↓  | Sejongdaewangneung ↓ | Ganam ↓ |

| 1 | Tuyến Jungbu Naeryuk | KTX-Eum            | ← Hướng đi Pangyo                                                                              |
| 2 | ● Tuyến Gyeonggang   | ● Tuyến Gyeonggang | ← Hướng đi Icheon · Gyeonggi Gwangju · Imae · Pangyo → (Một số chuyến tàu khởi hành từ ga này) |
| 3 | ● Tuyến Gyeonggang   | ● Tuyến Gyeonggang | → Hướng đi Sejongdaewangneung · Yeoju → → (Một số chuyến tàu dừng tại ga này)                  |
| 4 | Tuyến Jungbu Naeryuk | KTX-Eum            | → Hướng đi GamgokJanghowon · Chungju →                                                         |